# Kubuś Fatalista i jego pan

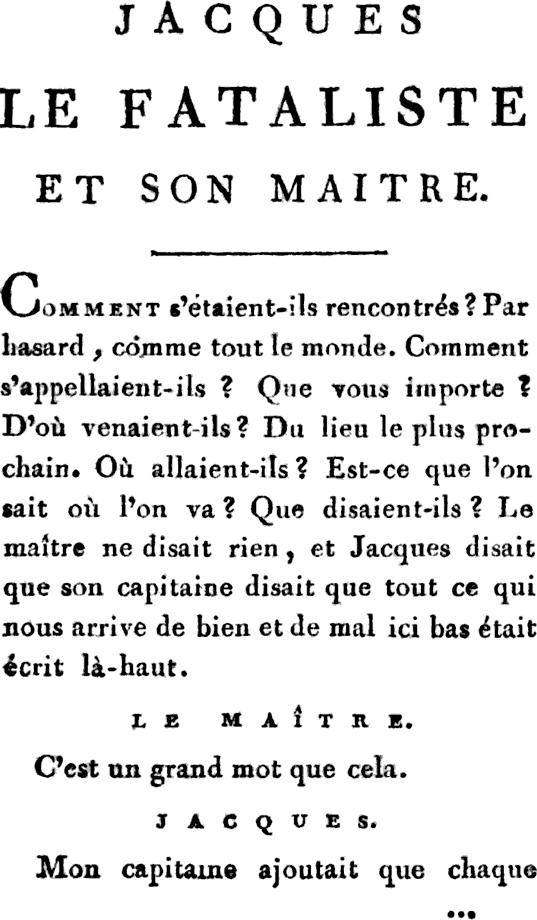
Początek Kubusia Fatalisty, francuskie wydanie z 1797

Kubuś Fatalista i jego pan (fr. Jacques le Fataliste et son maître) – powiastka filozoficzna napisana przez francuskiego filozofa i pisarza Denisa Diderota w latach 1765–1780, a wydana w 1796 roku. Utwór składa się głównie z dialogów. 
Ujęta została w niezbyt wyraźną ramę fabularną. Wędrówki tytułowych bohaterów i ich dysputy składają się na obraz nowego świata, w którym zanika granica między panem i sługą. Sprytny, zaradny Kubuś jest co prawda fatalistą, jednak wbrew tym deklaracjom nie godzi się na zło świata i wierzy, że dobro i sprawiedliwość muszą wreszcie zatriumfować. Kubuś jest prawdziwą maszynką do snucia zabawnych, przewrotnych opowieści, często przerywanych dygresjami. Otwarta forma tej powiastki filozoficznej przypomina eksperymenty prozy XX wieku.
Kubuś Fatalista spotkał się z ciepłym przyjęciem m.in. u Goethego, Stendhala i Schillera.
Utwór umieszczony został w index librorum prohibitorum dekretem z 1804 roku.